# Ammocharis
Ammocharis ist eine Pflanzengattung innerhalb der Familie der Amaryllisgewächse (Amaryllidaceae). Die nur sieben Arten sind in Afrika weitverbreitet.

## Beschreibung

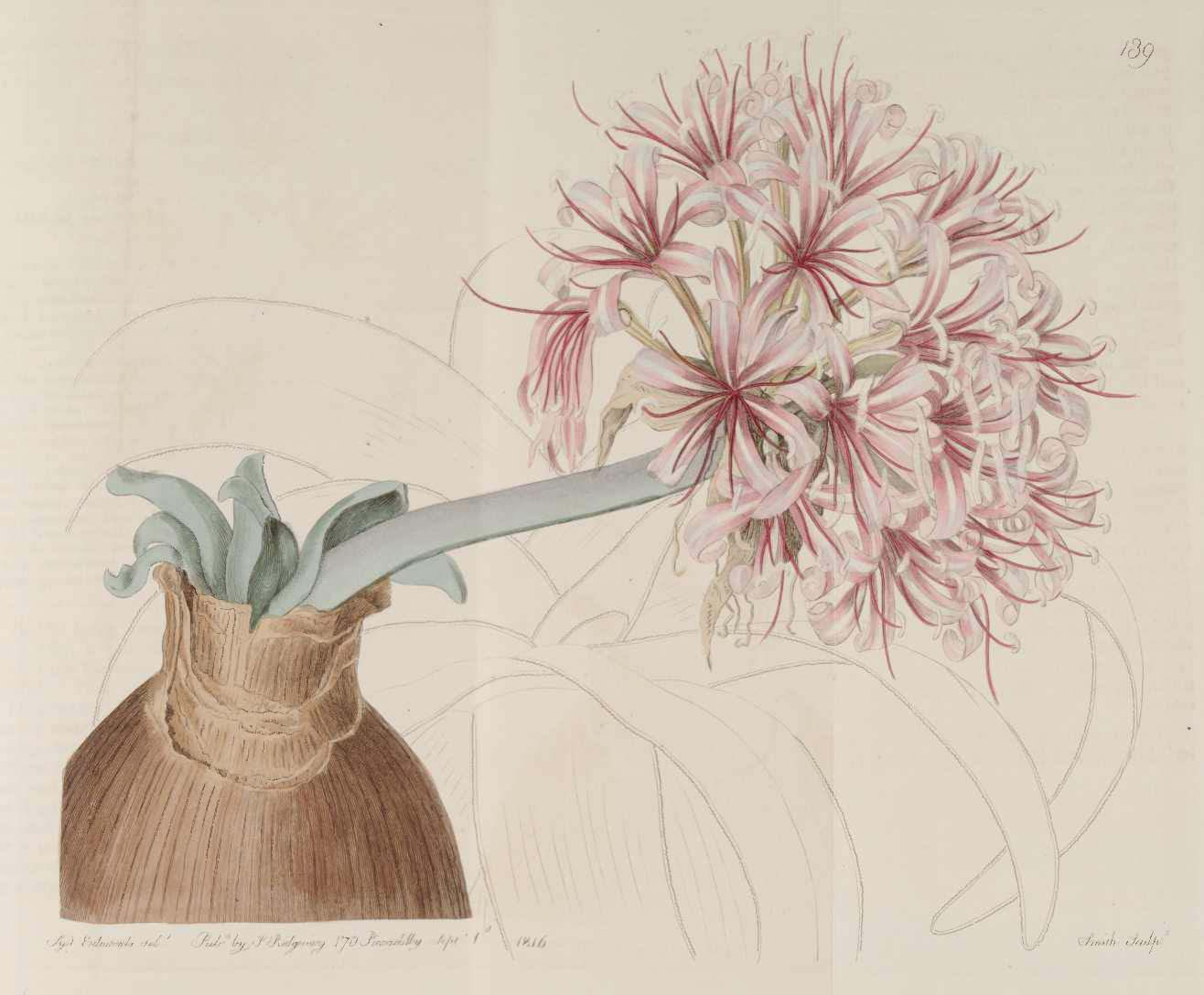
Illustration von Ammocharis coranica

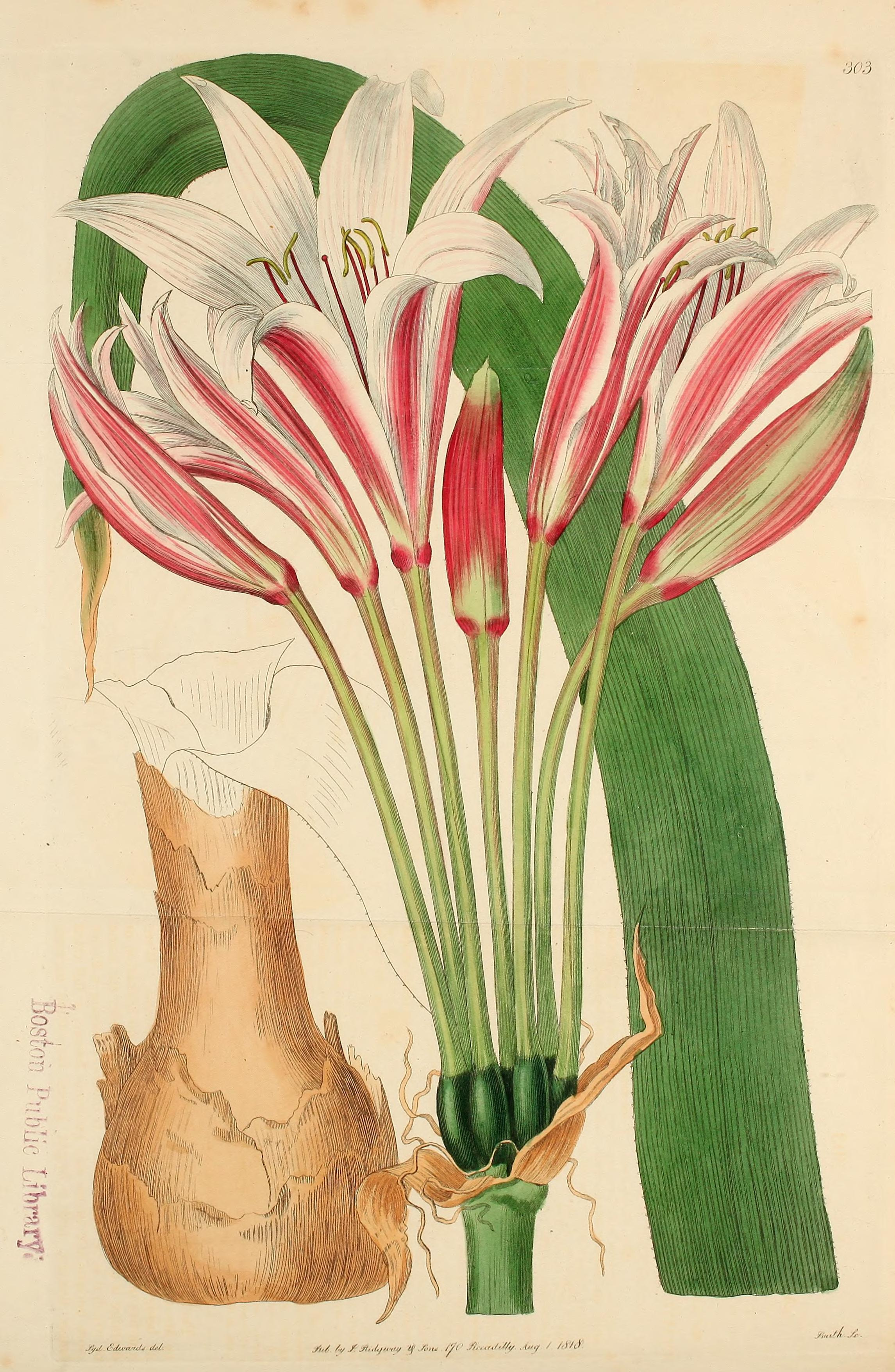
Illustration aus The Botanical register …, 1815 von Ammocharis longifolia

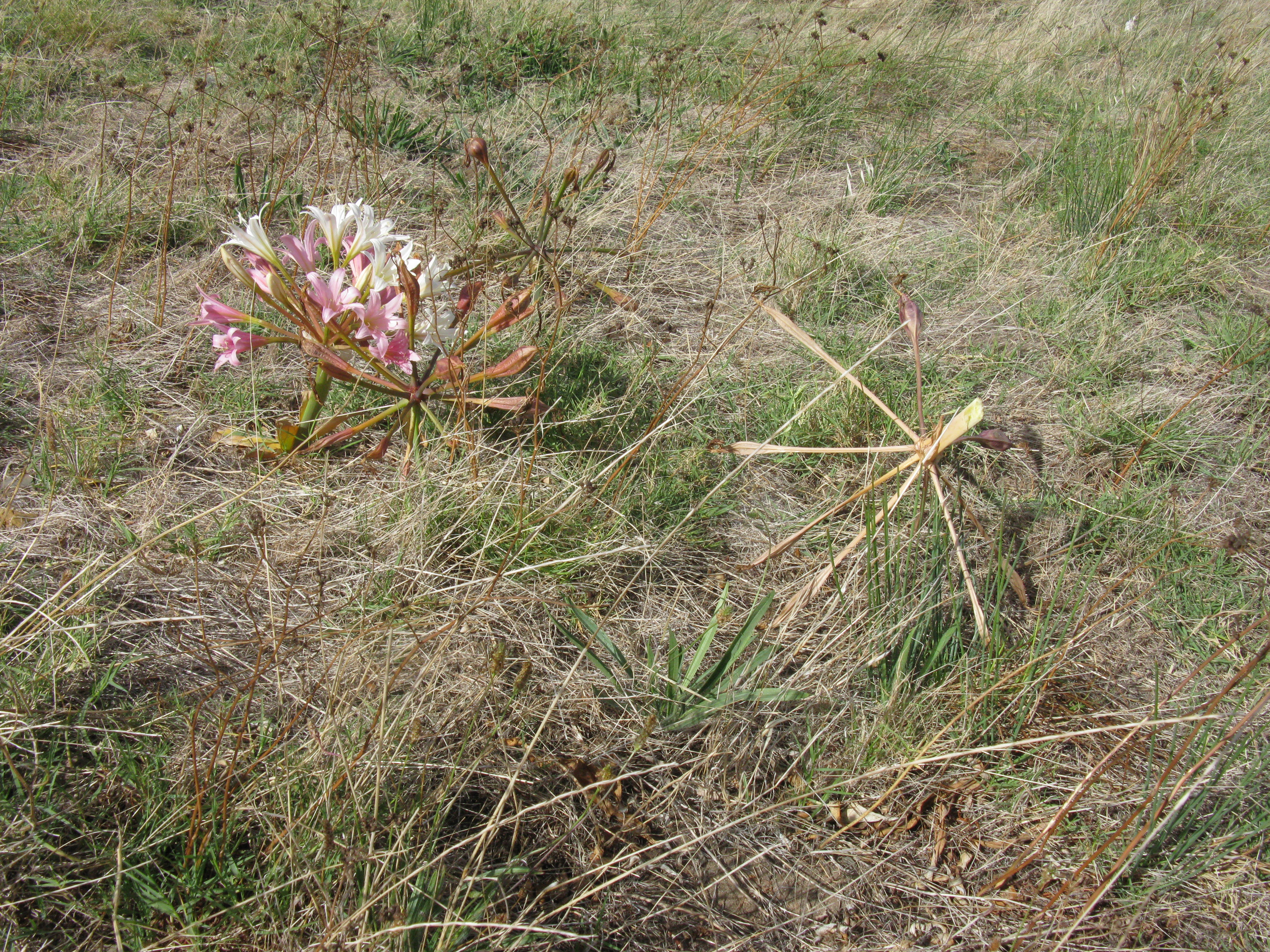
Habitus, Blütenstand und Fruchtstand von Ammocharis longifolia im Habitat

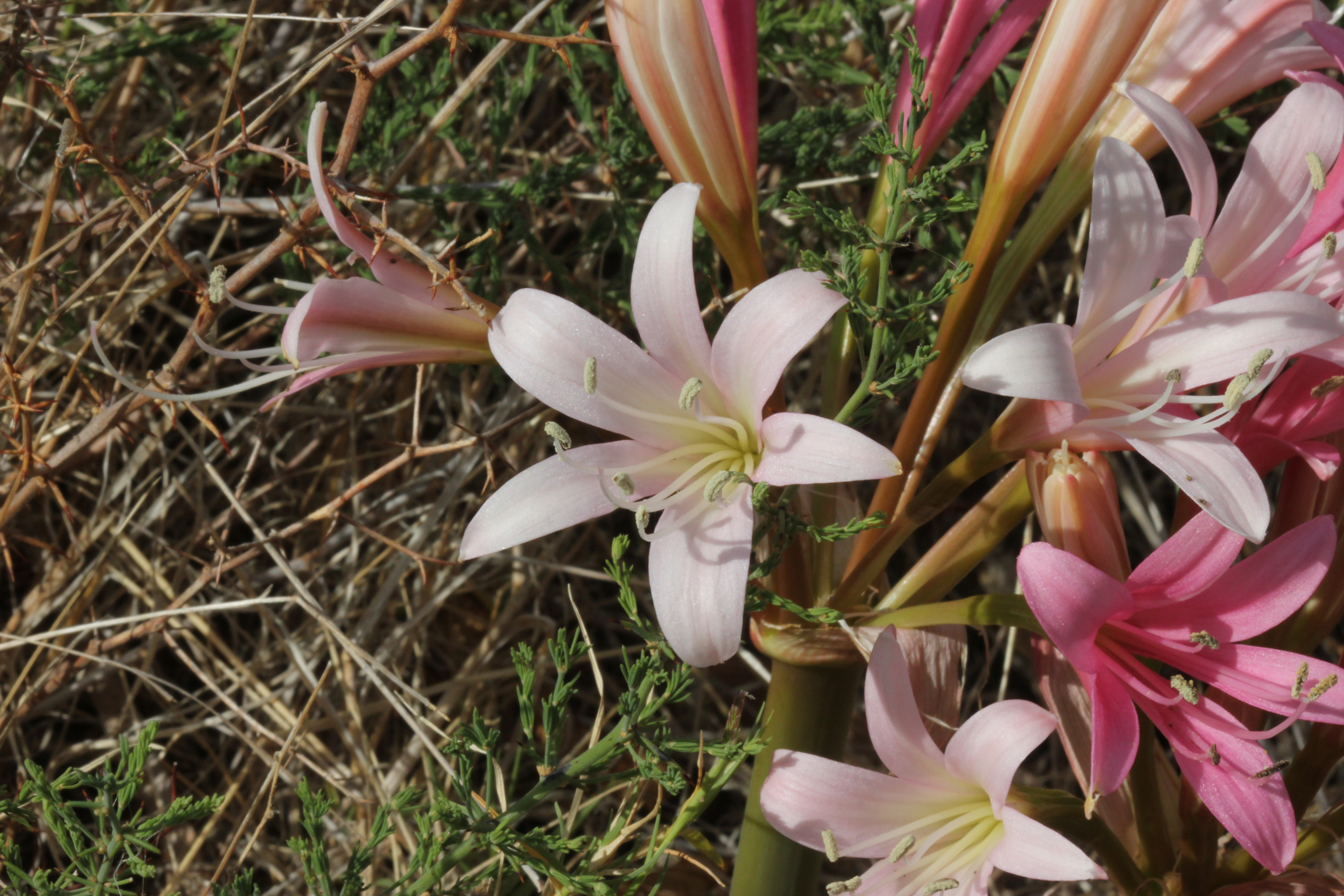
Ausschnitt eines Blütenstandes von Ammocharis longifolia

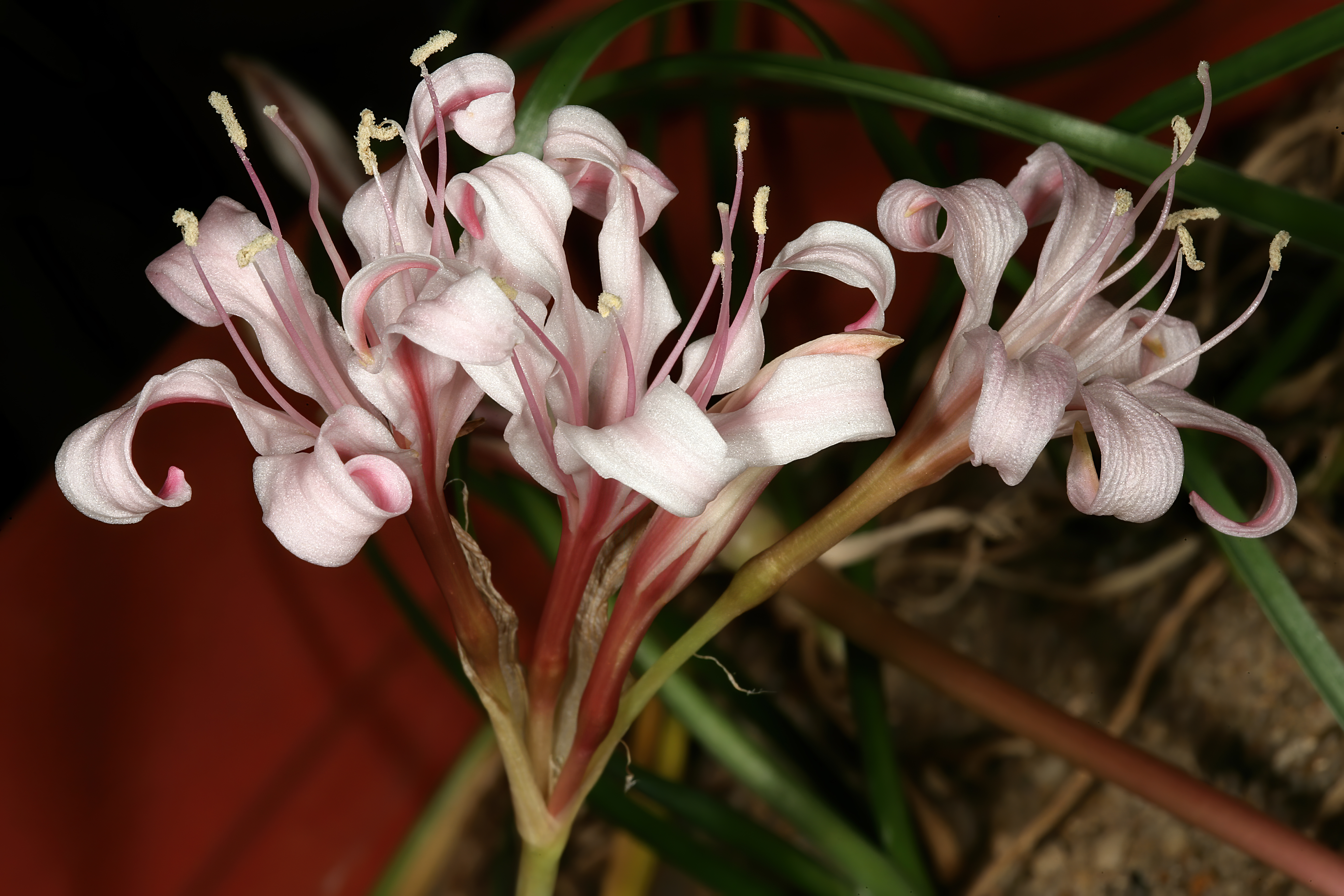
Blütenstand von Ammocharis nerinoides

### Vegetative Merkmale
Ammocharis-Arten wachsen als ausdauernde krautige Pflanzen. Sie bilden als Überdauerungsorgane relativ große Zwiebeln. Die oft zweizeilig und leicht fächerförmig angeordneten Laubblätter sind sichelförmig und am oberen Ende stumpf. Sie sind ausdauernd, trocknen während Dürrezeiten allerdings teilweise zurück. Eine Mittelrippe fehlt.

### Generative Merkmale
Die Blütenstände sind vielblütig und weisen zwei unverwachsenen Tragblätter auf. Die lang gestielten Blüten sind zwittrig und dreizählig. Die Kronröhre ist lang und schmal und länger bis geringfügig kürzer als die linealischen, ausgebreiteten und zurückgebogenen Kronblattabschnitte. Die sechs Staubblätter sind frei. Die Staubfäden sind fadenförmig. Die Narben sind ungeteilt. Der dreikammerige Fruchtknoten weist je Fach vier bis dreißig Samenanlagen auf.
Die annähernd runde bis stumpf geschnäbelte, fleischige Kapselfrucht und öffnet sich unregelmäßig. Die Samen sind fleischig, annähernd rund und hellgrün.
Die Chromosomenzahl beträgt 2n = 22.

## Systematik und Verbreitung
Die Gattung Ammocharis wurde 1821 von William Herbert aufgestellt. Typusart ist die – von Carl von Linné ursprünglich als Amaryllis-Art beschriebene – Ammocharis longifolia. Der Gattungsname Ammocharis bedeutet so viel wie „Sand-Anmut“ (griechisch ἄμμος ámmos für „Sand“, χάρις cháris für „Anmut, Freude“). Synonyme von Ammocharis Herb. sind: Cybistetes Milne-Redh. & Schweick., Palinetes Salisb., Stenolirion Baker.
Die Gattung Ammocharis gehört zur Subtribus Crininae aus der Tribus Amaryllideae in der Unterfamilie Amaryllidoideae innerhalb der Familie der Amaryllidaceae. Sie ist damit eng verwandt mit den beiden Gattungen Hakenlilien (Crinum) sowie mit Cybistetes. Früher wurde sie auch in die Familie der Liliaceae eingeordnet.
Die Gattung Ammocharis ist in Afrika südlich der Sahara weitverbreitet. Ihr Verbreitungsgebiet reicht im Norden vom Sudan und Äthiopien bis nach Südafrika im Süden.
Die Gattung Ammocharis umfasst etwa sieben Arten:
- Ammocharis angolensis (Baker) Milne-Redh. & Schweick. (Syn.: Ammocharis heterostyla (Bullock) Milne-Redh. & Schweick.): Sie ist von Uganda bis Angola verbreitet.
- Ammocharis baumii (Harms) Milne-Redh. & Schweick.: Sie ist vom südlichen tropisches Afrika bis Namibia verbreitet.
- Ammocharis coranica (Ker Gawl.) Herb. (Syn.: Ammocharis coccinea Pax, Ammocharis taveliana Schinz): Sie ist im tropischen und südlichen Afrika weitverbreitet.
- Ammocharis deserticola Snijman & Kolberg: Sie wurde 2011 aus dem nordwestlichen Namibia erstbeschrieben.
- Ammocharis longifolia (L.) Herb. (Syn.: Ammocharis falcata (Jacq.) Herb., Ammocharis herrei F.M.Leight.): Sie ist vom südwestlichen Namibia bis zum westlichen und südwestlichen Südafrika verbreitet.
- Ammocharis nerinoides (Baker) Lehmiller: Sie kommt in Namibia vor.
- Ammocharis tinneana (Kotschy & Peyr.) Milne-Redh. & Schweick.: Sie ist vom südlichen Sudan bis Namibia verbreitet.